# Stigbygel
För andra betydelser, se Stigbygeln (olika betydelser).

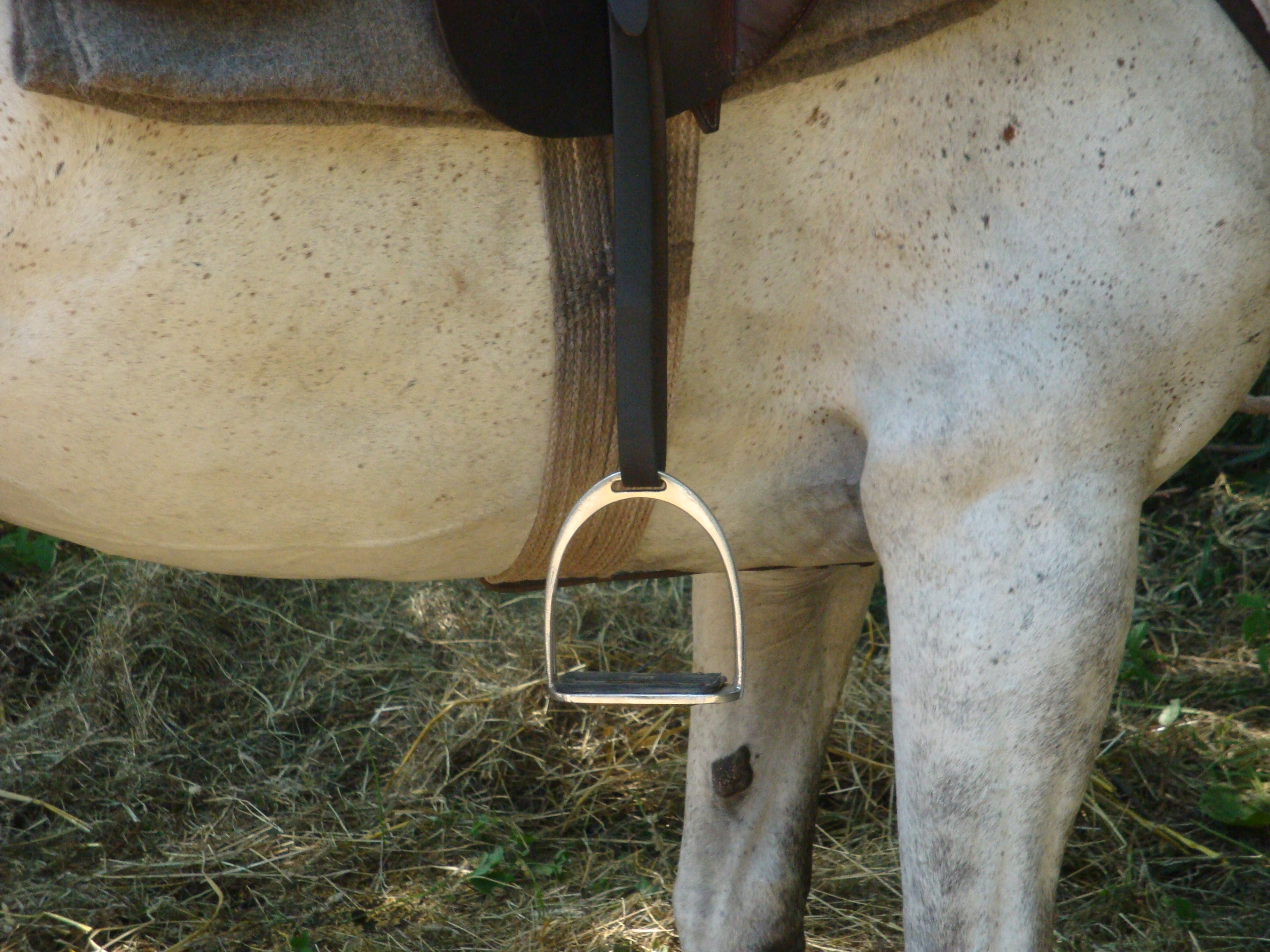
Stigbygel.

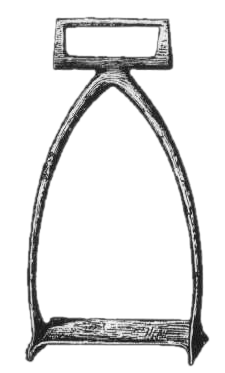
Stigbygel av järn, från järnåldern, funnen i Uppland.

En stigbygel är en bygel (oftast av metall) med platt sula, avsedd som stöd för foten vid uppsittning och ridning. Stigbygeln är fäst vid sadeln med stigläder som justeras i längd till ryttarens ben. Stigbyglar används i stort sett i hela världen och ses ofta som en självklarhet.

## Historia
De första arkeologiska beläggen för en stigbygel eller prototyp till en sådan är byglar som har hittats i Indien, från 200-talet f.Kr. I den första varianten satte ryttaren i stortån i en läderögla. Det fungerade i det varma indiska klimatet, men inte på de kalla centralasiatiska stäpperna eller i Kina. De första beläggen för stigbyglar som vi känner dem idag återfinns på en keramisk hästfigur i en grav i Nanjing från 300-talet e.Kr., under den första Jindynastin. Från 415 e.Kr. har brons- och järnbeklädda stigbyglar hittats i en grav tillhörande en prins av Norra Yan. 
Tidigare generationers eurocentriska historiker har gärna velat tillskriva stigbyglarna ett europeiskt ursprung, vilket senare har visat sig vara direkt felaktigt. Först flera hundra år efter att de uppfanns i Asien, på 700-talet, nådde stigbyglarna till Europa där det revolutionerade militären. 
Stigbygeln har haft en stor inverkan på stridskonsten, då ryttare med stigbyglar fick mycket mer stöd i sadeln och alltså kunde använda sina vapen bättre och inte behövde vara så skickliga ryttare. Tidigare användes ryttare i strid bara för att skjuta med båge. Men i och med introduktionen av stigbygeln samt större och starkare hästar fick man möjligheten att även strida med handvapen (svärd, värja, sabel) till häst.

## Olika sorter
- Engelsk stigbygel: Den absolut vanligaste sortens stigbygel är den "engelska" stigbygeln och varianter av denna. Den består av en platta fäst i en metallbåge med en ögla på toppen att fästa stiglädren i. Bottenplattan är oftast försedd med gummi för bättre grepp.

- Säkerhetsstigbyglar: är variationer på den engelska stigbygeln som är mycket vanliga idag. De är designade på olika sätt för att förhindra att foten fastnar i stigbygeln om man ramlar av, en mycket farlig situation. Säkerhetsstigbyglar kan ha välvda sidobågar eller vara öppningsbara via gummiband, fjäder eller liknande på ena sidan för att foten lätt ska kunna glida ut.

- Westernstigbygel: Inom Westernridning används annorlunda utformade stigbyglar, ofta täckta av råhud. Westernstigbyglar bygger på samma princip som engelska, men är tjockare och rundade i botten.

- Spanska stigbyglar: I Spanien och närliggande länder används stigbyglar som ger stöd för större delen av foten, de är alltså förlängda, och de har triangelformade stöd på sidorna.

- Vid sträng kyla vintertid kan man vid motionsritt använda stigbyglar i trä för att minska risken för nedkylda fötter.

## Galleri

Stigbyglar hörande till Drottning Kristinas kröningssadel.
Drottning Kristinas stigbygel och stigläder, 1600-tal.
Tre stigbyglar av förgyllt stål från 1600-talets slut.
Stigbygel och stigläder från tidigt 1900-tal.
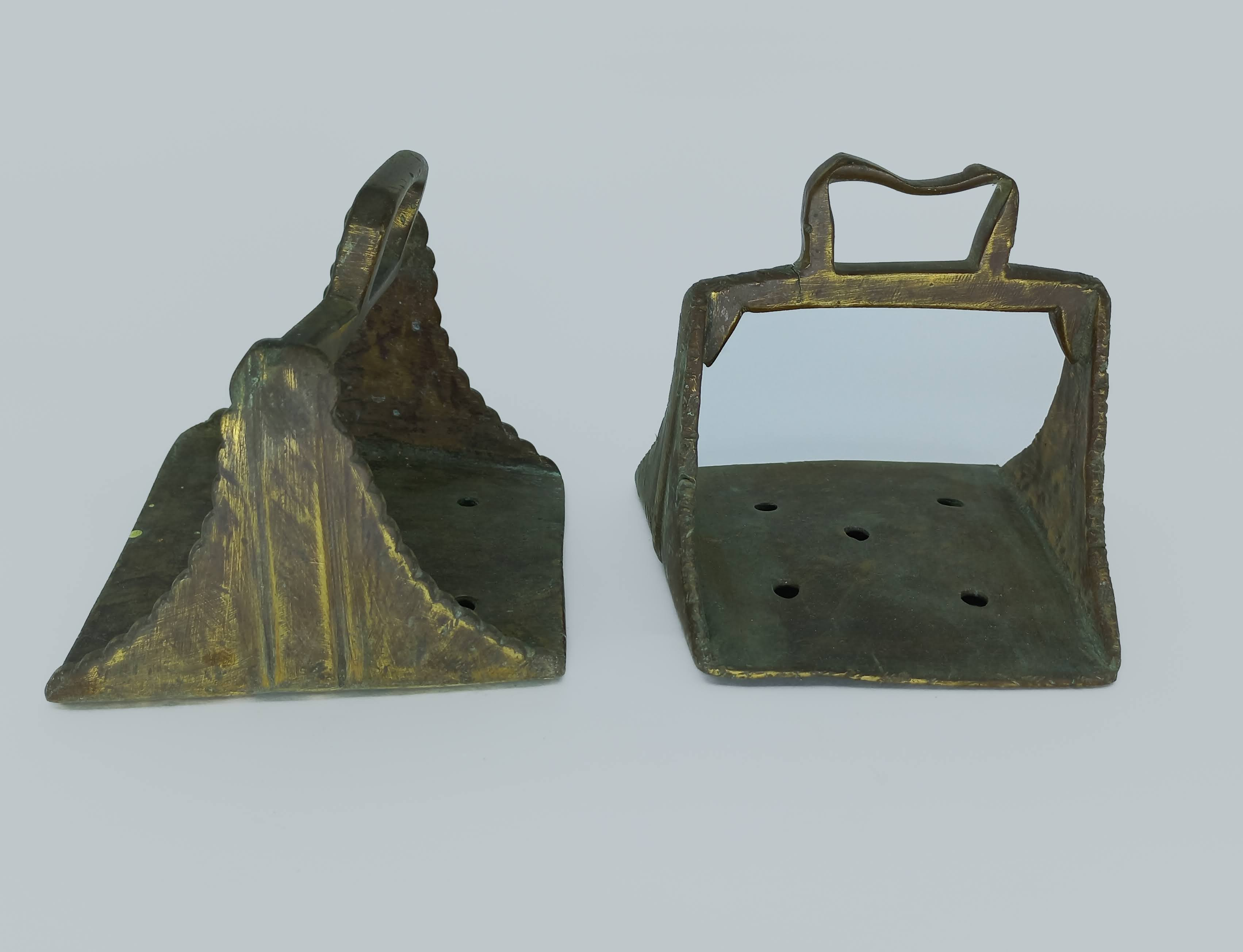
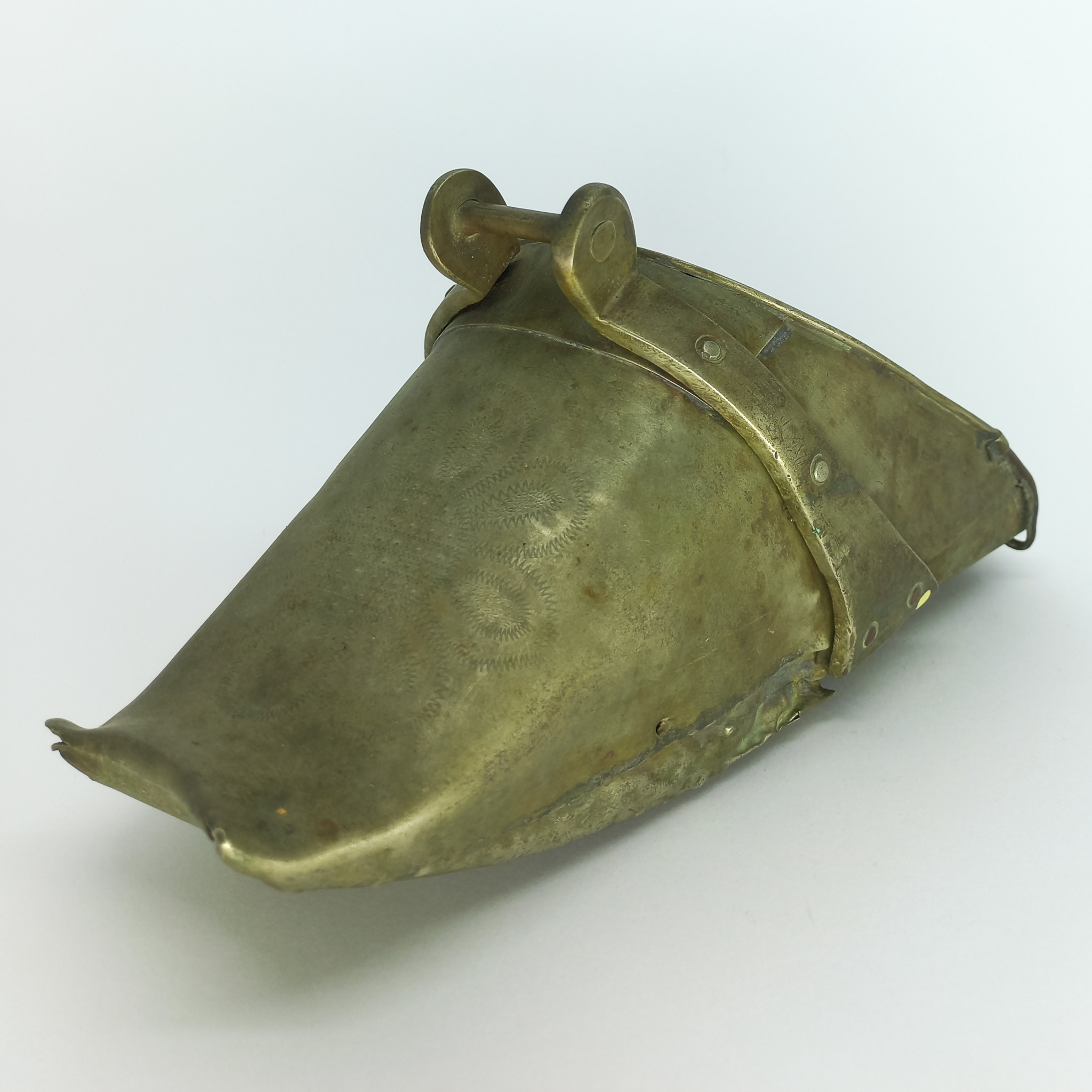
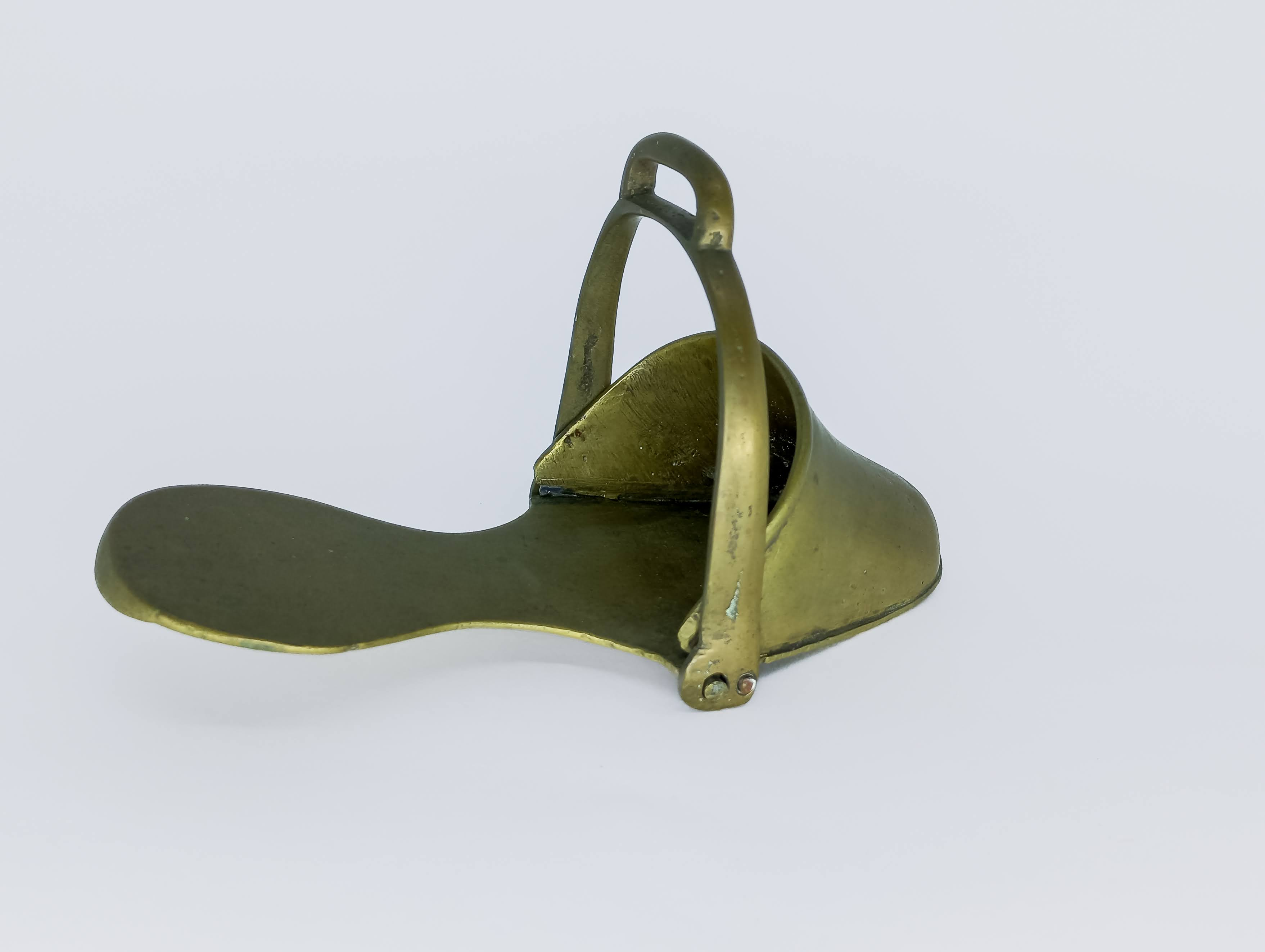